# Çartəpə
Çartəpə è un comune dell'Azerbaigian situato nel distretto di Quba. Conta una popolazione di 706 abitanti.